# Euparatettix prominemarginis
Euparatettix prominemarginis är en insektsart som beskrevs av Zheng, Z. 2005. Euparatettix prominemarginis ingår i släktet Euparatettix och familjen torngräshoppor. Inga underarter finns listade i Catalogue of Life.